# Fujiwara no Tokihira
Fujiwara no Tokihira (藤原時平, 871 – 909) , era um nobre estadista e político durante o Período Heian da história do Japão.

## Vida
Este Líder do Ramo Hokke do Clã Fujiwara era filho de Fujiwara no Mototsune. Tokihira tinha dois irmãos: Fujiwara no Tadahira e Fujiwara no Nakahira.

## Carreira
Tokihira passou a trabalhar na Corte durante o reinado Imperador Daigo.
Em 891 (3º ano de Kanpyō, 3º mês): Tokihira foi nomeado Sangi.
Em 897 (9º ano de Kanpyō, 6º mês): Tokihira foi nomeado Dainagon.
Em 899 (2º ano de Shōtai): Tokihira foi nomeado Sadaijin.
Em 900 (3º ano de Shōtai): Tokihira acusou Sugawara no Michizane de conspirar contra o imperador, o acusado foi exilado em Dazaifu na Ilha Kyushu.
Em 909 (9º ano de Engi, 4º mês): Tokihira morreu aos 38 anos.